# Cieundeur
Cieundeur is een bestuurslaag in het regentschap Cianjur van de provincie West-Java, Indonesië. Cieundeur telt 3511 inwoners (volkstelling 2010).